# Odpowiedzialność dyscyplinarna studentów
Odpowiedzialność dyscyplinarna studentów – odpowiedzialność studentów za naruszenie przepisów obowiązujących w uczelni oraz za czyny uchybiające godności studenta.

## Podstawy prawne
Odpowiedzialność dyscyplinarną studentów regulowała przed 1 października 2018 r. ustawa z dnia 27 lipca 2005 r. Prawo o szkolnictwie wyższym (Dz.U. z 2017 r. poz. 2183, z późn. zm.) oraz rozporządzenie Ministra Nauki i Szkolnictwa Wyższego z dnia 6 grudnia 2006 r. w sprawie szczegółowego trybu postępowania wyjaśnienia i dyscyplinarnego wobec studentów (Dz.U. z 2006 r. nr 236, poz. 1707). Od 1 października 2018 r. obowiązuje ustawa z dnia 20 lipca 2018 r. Prawo o szkolnictwie wyższym i nauce (Dz.U. z 2018 r. poz. 1668), natomiast 4 października 2018 r. weszło w życie rozporządzenie Ministra Nauki i Szkolnictwa Wyższego z dnia 28 września 2018 r. w sprawie szczegółowego trybu postępowania wyjaśniającego i dyscyplinarnego w sprawach studentów, a także sposobu wykonywania kar dyscyplinarnych i ich zatarcia (Dz.U. z 2018 r. poz. 1882).

## Postępowanie według stanu na 4 października 2018
Do czasu wejścia w życie poprzedniego rozporządzenia Ministra Nauki i Szkolnictwa Wyższego z dnia 6 grudnia 2006 r. stosowano rozporządzenie Ministra Edukacji Narodowej z dnia 1 lipca 1991 r. w sprawie szczegółowych zasad i trybu postępowania dyscyplinarnego wobec studentów (Dz.U. z 1991 r. nr 63, poz. 269).
Do postępowania wyjaśniającego i postępowania dyscyplinarnego wobec studentów, w sprawach nieuregulowanych w ustawie, stosuje się odpowiednio przepisy ustawy z dnia 6 czerwca 1997 r. – Kodeks postępowania karnego (Dz.U. z 2022 r. poz. 1375), z wyłączeniem art. 82 (art. 82 Kodeksu postępowania karnego stanowi, że obrońcą może być jedynie osoba uprawniona do obrony według przepisów o ustroju adwokatury lub ustawy o radcach prawnych).

### Organy dyscyplinarne
Organem dyscyplinarnym dla studentów jest komisja dyscyplinarna. Organem dyscyplinarnym jest także rektor uczelni lub prorektor ds. studenckich, który może za przewinienie mniejszej wagi wymierzyć studentowi karę upomnienia, z pominięciem podstawowego organu dyscyplinarnego, po uprzednim wysłuchaniu obwinionego lub jego obrońcy. Od ukarania przez rektora karą upomnienia studentowi przysługuje odwołanie do komisji dyscyplinarnej (według ustawy z 2005 r. także do sądu koleżeńskiego).
Komisja dyscyplinarna orzeka w składzie złożonym z przewodniczącego składu orzekającego, którym jest nauczyciel akademicki, oraz w równej liczbie, z nauczycieli akademickich i studentów. Składy orzekające sądów koleżeńskich różniły się w zależności od postanowień regulaminów samorządów studenckich. Komisje dyscyplinarne są niezawisłe w zakresie orzekania.

### Kary dyscyplinarne
Karami dyscyplinarnymi są:
- upomnienie;
- nagana;
- nagana z ostrzeżeniem;
- zawieszenie w określonych prawach studenta na okres do jednego roku;
- wydalenie z uczelni[1][2].

Sąd koleżeński mógł wymierzać jedynie kary upomnienia, nagany i nagany z ostrzeżeniem.

### Postępowanie dyscyplinarne
Organizację i szczegółowy tryb postępowania przed komisją dyscyplinarną określa w drodze rozporządzenia minister właściwy do spraw szkolnictwa wyższego, a przed sądem koleżeńskim normował je regulamin samorządu studenckiego.
Ustawa reguluje kwestie proceduralne posługując się zwrotami postępowanie wyjaśniające oraz postępowanie dyscyplinarne, a także postępowanie przed sądem koleżeńskim. To pierwsze wszczyna i prowadzi na polecenie rektora rzecznik dyscyplinarny do spraw studentów. Postępowanie dyscyplinarne wszczyna natomiast komisja dyscyplinarna na wniosek rzecznika dyscyplinarnego.
Ustawa w stosunku do postępowania przed sądem koleżeńskim nie posługuje się pojęciem postępowanie wyjaśniające oraz postępowanie dyscyplinarne, która określa je jedynie jako postępowanie przed sądem koleżeńskim. Art. 214 ust. 1 zd. 1 ustawy z 2005 r. stanowił, że rektor mógł, z inicjatywy własnej lub na wniosek organu samorządu studenckiego, wskazanego w regulaminie samorządu, przekazać sprawę do sądu koleżeńskiego zamiast przekazać ją rzecznikowi dyscyplinarnemu. Postępowanie przed sądem koleżeńskim było więc wszczynane jeszcze przed poleceniem rektora dla rzecznika dyscyplinarnego, chyba że wcześniej rzecznik dyscyplinarny prowadził postępowanie wyjaśniające i złożył rektorowi wniosek o przekazanie sprawy sądowi koleżeńskiemu. W literalnym brzemieniu ustawy z 2005 r. postępowanie przed sądem koleżeńskim nie było postępowaniem dyscyplinarnym (postępowanie dyscyplinarne wszczynała komisja dyscyplinarna). Wyjątkowo było tak nazywane w przepisie dot. posiłkowego stosowania przepisów Kodeksu postępowania karnego.
Rzecznik dyscyplinarny do spraw studentów jest powołany przez rektora na okres kadencji organów uczelni spośród nauczycieli akademickich uczelni. Rektor może powołać kilku rzeczników. Rzecznik dyscyplinarny pełni funkcję oskarżyciela przed komisją dyscyplinarną i jest związany poleceniami rektora. Oskarżycielem przed sądem koleżeńskim była osoba wskazana w regulaminie samorządu studenckiego (np. była wybierana przez organ uchwałodawczy samorządu na szczeblu uczelni).
Po zakończeniu postępowania wyjaśniającego rzecznik dyscyplinarny umarza postępowanie lub kieruje do komisji dyscyplinarnej wniosek o ukaranie. Może również złożyć rektorowi wniosek o wymierzenie kary upomnienia.
Postępowanie dyscyplinarne przed komisją dyscyplinarną jest dwuinstancyjne. Obwinionemu studentowi służy prawo do obrony, w tym do korzystania z pomocy obrońcy z wyboru. Posiadanie obrońcy jest obligatoryjne, jeżeli rzecznik dyscyplinarny wnosi o wymierzenie kary wydalenia z uczelni.
Rozprawa przed komisją dyscyplinarną lub sądem koleżeńskim jest jawna, z tym że komisja dyscyplinarna wyłącza jawność postępowania w całości lub w części, jeżeli jawność mogłaby obrażać dobre obyczaje albo jeżeli wymaga tego interes obwinionego, uczelni lub osób trzecich. Wyłączenie jawności nie obejmuje ogłoszenia orzeczenia. Sąd koleżeński nie ma uprawnień do wyłączenia jawności postępowania.
Od prawomocnego orzeczenia odwoławczej komisji dyscyplinarnej służy skarga do sądu administracyjnego.
Wykonanie prawomocnego orzeczenia dyscyplinarnego zarządza rektor uczelni.